# 푸루스붉은고함원숭이
푸루스붉은고함원숭이 (Alouatta puruensis)는 신세계원숭이에 속하는 고함원숭이의 일종이다. 브라질과 페루가 원산지다.